# Castelnavia
Castelnavia là một chi thực vật có hoa trong họ Podostemaceae.

## Loài
Chi Castelnavia gồm các loài: